# Élections cantonales de 1982 dans le Finistère
Les élections cantonales françaises de 1982 ont eu lieu les 14 et 21 mars 1982.

## Contexte départemental

### Assemblée départementale sortante
| Parti                                       | Sigle    | Élus |
| ------------------------------------------- | -------- | ---- |
| Majorité (29 sièges)                        |          |      |
| Union pour la démocratie française          | UDF      | 15   |
| Centre national des indépendants et paysans | CNIP-DVD | 7    |
| Rassemblement pour la République            | RPR      | 7    |
| Opposition (19 sièges)                      |          |      |
| Parti socialiste                            | PS       | 17   |
| Parti communiste français                   | PCF      | 2    |
| Président du conseil général                |          |      |
| Louis Orvoën (UDF-CDS)                      |          |      |

## Résultats à l’échelle du département
| Étiquette | Étiquette                          | Premier tour | Premier tour | Second tour | Second tour | Sièges |
| Étiquette | Étiquette                          | Voix         | %            | Voix        | %           | Sièges |
| --------- | ---------------------------------- | ------------ | ------------ | ----------- | ----------- | ------ |
|           | Parti socialiste                   | 68 598       | 31,46        | 56 334      | 43,53       | 10     |
|           | Parti communiste français          | 22 469       | 10,30        | 3 002       | 2,32        | 1      |
|           | Union démocratique bretonne        | 3 902        | 1,79         |             |             |        |
|           | Divers gauche                      | 3 152        | 1,45         |             |             |        |
| Gauche    | Gauche                             | 98 121       | 45,00        | 59 336      | 45,85       | 11     |
|           |                                    |              |              |             |             |        |
|           | Rassemblement pour la République   | 47 450       | 21,76        | 26 213      | 20,26       | 6      |
|           | Union pour la démocratie française | 44 357       | 20,34        | 16 115      | 12,45       | 6      |
|           | Divers droite                      | 27 676       | 12,69        | 27 737      | 21,43       | 3      |
| Droite    | Droite                             | 119 483      | 54,80        | 70 065      | 54,15       | 15     |
|           |                                    |              |              |             |             |        |
|           | Divers                             | 443          | 0,20         |             |             |        |
|           |                                    |              |              |             |             |        |
| Inscrits  | Inscrits                           | 307 416      | 100,00       | 196 403     | 100,00      |        |
| Votants   | Votants                            | 216 886      | 70,70        | 138 380     | 70,21       |        |
| Exprimés  | Exprimés                           | 218 047      | 69,29        | 129 401     | 68,42       |        |

### Résultats en nombre de sièges
| Parti | Sièges mis en jeu | Élus | Évolution |
| ----- | ----------------- | ---- | --------- |
| PS    | 6                 | 10   | +4        |
| PCF   | 2                 | 1    | -1        |
| RPR   | 6                 | 6    | =         |
| UDF   | 11                | 9    | -2        |

### Assemblée départementale élue
Un nouveau canton est créé : le Canton de Pont-l'Abbé.
| Parti                                       | Sigle    | Élus |
| ------------------------------------------- | -------- | ---- |
| Majorité (27 sièges)                        |          |      |
| Union pour la démocratie française          | UDF      | 14   |
| Rassemblement pour la République            | RPR      | 7    |
| Centre national des indépendants et paysans | CNIP-DVD | 6    |
| Opposition (22 sièges)                      |          |      |
| Parti socialiste                            | PS       | 21   |
| Parti communiste français                   | PCF      | 1    |
| Président du conseil général                |          |      |
| Louis Orvoën (UDF-CDS)                      |          |      |

### Liste des élus
| Canton                  | Conseiller sortant  | Parti       | Parti       | Conseiller élu      | Parti | Parti |
| ----------------------- | ------------------- | ----------- | ----------- | ------------------- | ----- | ----- |
| Brest-III               | Michel de Bennetot  |             | RPR         | Michel de Bennetot  |       | RPR   |
| Brest-V                 | Joseph Gourmelon    |             | PS          | Joseph Gourmelon    |       | PS    |
| Brest-VII               | Michel Briand       |             | RPR         | Michel Briand       |       | RPR   |
| Briec                   | Pierre Nédéllec     |             | UDF         | Pierre Nédéllec     |       | UDF   |
| Châteaulin              | Édouard Le Jeune    |             | UDF         | Édouard Le Jeune    |       | UDF   |
| Châteauneuf-du-Faou     | Jean Hourmant       |             | DVD         | François Riou       |       | PS    |
| Douarnenez              | Guy Guermeur        |             | RPR         | Jean Peuziat        |       | PS    |
| Le Faou                 | Jean Crenn          |             | RPR         | Jean Crenn          |       | RPR   |
| Huelgoat                | Alphonse Penven*    |             | PCF         | Daniel Créoff       |       | DVG   |
| Landerneau              | Théophile Le Borgne |             | DVD         | Théophile Le Borgne |       | DVD   |
| Landivisiau             | Yves Cabioch        |             | UDF         | Charles Miossec     |       | RPR   |
| Lesneven                | Étienne Airiau*     |             | DVD         | Roger Calvez        |       | UDF   |
| Morlaix                 | Jean-Jacques Cléach |             | PS          | Jean-Jacques Cléach |       | PS    |
| Ouessant                | Jean-Yves Cozan     |             | UDF         | Jean-Yves Cozan     |       | UDF   |
| Plogastel-Saint-Germain | Armand Pavec*       |             | UDF         | Ambroise Guellec    |       | UDF   |
| Ploudiry                | Pierre Abéguilé     |             | DVD         | Pierre Abéguilé     |       | DVD   |
| Plouigneau              | René Le Nagard*     |             | PCF         | Robert Moreau       |       | PS    |
| Pont-Aven               | Louis Orvoën        |             | UDF         | Louis Orvoën        |       | UDF   |
| Pont-l'Abbé             | Canton créé         | Canton créé | Canton créé | Jean Richard        |       | PS    |
| Quimper-I               | Marc Bécam          |             | RPR         | Marc Bécam          |       | RPR   |
| Quimper-II              | Joseph Youinou      |             | PS          | Joseph Youinou      |       | PS    |
| Quimperlé               | Louis Le Pensec     |             | PS          | Louis Le Pensec     |       | PS    |
| Saint-Renan             | André Cheminant     |             | RPR         | André Cheminant     |       | RPR   |
| Scaër                   | Pierre Fiche        |             | UDF         | Louis Nicolas       |       | PS    |
| Sizun                   | François Pouliquen  |             | PS          | François Pouliquen  |       | PS    |
| Taulé                   | Jean-Yves Corre     |             | PS          | Claude Bernard      |       | UDF   |

*Conseillers généraux sortants ne se représentant pas

## Résultats par canton

### Canton de Brest-3
| Candidats | Candidats            | Étiquette | Premier tour | Premier tour | Second tour | Second tour |
| Candidats | Candidats            | Étiquette | Voix         | %            | Voix        | %           |
| --------- | -------------------- | --------- | ------------ | ------------ | ----------- | ----------- |
|           | Michel de Bennetot * | RPR       | 3 687        | 39,26        | 6 523       | 67,86       |
|           | Yannick Marzin       | PR        | 2 412        | 25,68        |             |             |
|           | Pierre Maille        | PS        | 2 092        | 22,28        | 3 090       | 32,14       |
|           | Sylvie Le Roux       | PCF       | 488          | 5,20         |             |             |
|           | Gérard Rees-Philipps | CNIP-DVD  | 395          | 4,20         |             |             |
|           | François Morvannou   | UDB       | 180          | 1,92         |             |             |
|           | Bernard Scolan       | PRG       | 137          | 1,46         |             |             |
|           |                      |           |              |              |             |             |
| Inscrits  | Inscrits             | Inscrits  | 16 524       | 100,00       | 16 524      | 100,00      |
| Votants   | Votants              | Votants   | 9 471        | 57,32        | 9 739       | 58,94       |
| Exprimés  | Exprimés             | Exprimés  | 9 391        | 99,16        | 9 613       | 98,71       |

*sortant

### Canton de Brest-V
| Candidats | Candidats          | Étiquette | Premier tour | Premier tour | Second tour | Second tour |
| Candidats | Candidats          | Étiquette | Voix         | %            | Voix        | %           |
| --------- | ------------------ | --------- | ------------ | ------------ | ----------- | ----------- |
|           | Joseph Gourmelon * | PS        | 3 687        | 40,73        | 5 296       | 55,36       |
|           | Jacques Berthelot  | RPR       | 3 067        | 33,88        | 4 270       | 44,64       |
|           | Louis Aminot       | PCF       | 1 125        | 12,42        |             |             |
|           | Guy Colloc         | UDF-CDS   | 804          | 8,88         |             |             |
|           | Anne-Marie Kervern | UDB       | 369          | 4,07         |             |             |
|           |                    |           |              |              |             |             |
| Inscrits  | Inscrits           | Inscrits  | 18 198       | 100,00       | 18 198      | 100,00      |
| Votants   | Votants            | Votants   | 9 205        | 50,58        | 9 721       | 53,42       |
| Exprimés  | Exprimés           | Exprimés  | 9 052        | 98,34        | 9 566       | 98,41       |

*sortant

### Canton de Brest-VII
| Candidats | Candidats       | Étiquette | Premier tour | Premier tour |
| Candidats | Candidats       | Étiquette | Voix         | %            |
| --------- | --------------- | --------- | ------------ | ------------ |
|           | Michel Briand * | RPR       | 7 746        | 53,00        |
|           | Michel Kerjean  | PS        | 4 429        | 30,31        |
|           | Guy Liziar      | PCF       | 1 933        | 13,23        |
|           | Jean Marot      | UDB       | 506          | 3,46         |
|           |                 |           |              |              |
| Inscrits  | Inscrits        | Inscrits  | 22 058       | 100,00       |
| Votants   | Votants         | Votants   | 14 979       | 67,91        |
| Exprimés  | Exprimés        | Exprimés  | 14 614       | 97,56        |

*sortant

### Canton de Briec
Pierre Stéphan (UDF-CDS) élu depuis 1964 est mort en 1981. 
Pierre Nédéllec (UDF-CDS) est élu lors de la partielle qui suit.
| Candidats | Candidats         | Étiquette | Premier tour | Premier tour |
| Candidats | Candidats         | Étiquette | Voix         | %            |
| --------- | ----------------- | --------- | ------------ | ------------ |
|           | Pierre Nédéllec * | UDF-CDS   | 3 147        | 66,98        |
|           | Marie-Ange Ferrec | PS        | 1 138        | 24,22        |
|           | Alain Guyader     | PCF       | 233          | 4,95         |
|           | Hervé Latimier    | UDB       | 180          | 3,83         |
|           |                   |           |              |              |
| Inscrits  | Inscrits          | Inscrits  | 6 130        | 100,00       |
| Votants   | Votants           | Votants   | 4 838        | 78,92        |
| Exprimés  | Exprimés          | Exprimés  | 4 698        | 97,11        |

*sortant

### Canton de Châteaulin
| Candidats | Candidats          | Étiquette   | Premier tour | Premier tour |
| Candidats | Candidats          | Étiquette   | Voix         | %            |
| --------- | ------------------ | ----------- | ------------ | ------------ |
|           | Édouard Le Jeune * | App.UDF-CDS | 5 889        | 66,38        |
|           | Joseph Le Nouy     | PS          | 2 370        | 26,71        |
|           | Yves Le Lay        | PCF         | 612          | 6,89         |
|           |                    |             |              |              |
| Inscrits  | Inscrits           | Inscrits    | 13 113       | 100,00       |
| Votants   | Votants            | Votants     | 9 120        | 69,55        |
| Exprimés  | Exprimés           | Exprimés    | 8 871        | 97,27        |

*sortant

### Canton de Châteauneuf-du-Faou
| Candidats | Candidats       | Étiquette | Premier tour | Premier tour | Second tour | Second tour |
| Candidats | Candidats       | Étiquette | Voix         | %            | Voix        | %           |
| --------- | --------------- | --------- | ------------ | ------------ | ----------- | ----------- |
|           | Jean Hourmant * | CNIP-DVD  | 3 234        | 36,32        | 4 692       | 48,72       |
|           | François Riou   | PS        | 3 025        | 33,97        | 4 937       | 51,27       |
|           | Jean Kernéis    | PCF       | 1 350        | 15,16        |             |             |
|           | Yves Le Moign   | CNIP-DVD  | 1 294        | 14,53        |             |             |
|           |                 |           |              |              |             |             |
| Inscrits  | Inscrits        | Inscrits  | 12 184       | 100,00       | 12 177      | 100,00      |
| Votants   | Votants         | Votants   | 9 081        | 74,53        | 9 778       | 80,30       |
| Exprimés  | Exprimés        | Exprimés  | 8 903        | 98,04        | 9 629       | 98,48       |

*sortant

### Canton de Douarnenez
| Candidats | Candidats      | Étiquette | Premier tour | Premier tour | Second tour | Second tour |
| Candidats | Candidats      | Étiquette | Voix         | %            | Voix        | %           |
| --------- | -------------- | --------- | ------------ | ------------ | ----------- | ----------- |
|           | Guy Guermeur * | RPR       | 4 813        | 47,53        | 5 377       | 49,58       |
|           | Jean Peuziat   | PS        | 3 250        | 33,02        | 5 469       | 50,41       |
|           | Michel Mazéas  | PCF       | 1 595        | 15,59        |             |             |
|           | Jean Le Goff   | UDB       | 413          | 3,85         |             |             |
|           |                |           |              |              |             |             |
| Inscrits  | Inscrits       | Inscrits  | 14 125       | 100,00       | 14 119      | 100,00      |
| Votants   | Votants        | Votants   | 10 218       | 72,34        | 10 983      | 77,79       |
| Exprimés  | Exprimés       | Exprimés  | 10 071       | 98,56        | 10 846      | 98,75       |

*sortant

### Canton du Faou
| Candidats | Candidats          | Étiquette | Premier tour | Premier tour |
| Candidats | Candidats          | Étiquette | Voix         | %            |
| --------- | ------------------ | --------- | ------------ | ------------ |
|           | Jean Crenn *       | RPR       | 2 093        | 50,32        |
|           | Jean Le Bourhis    | App.PS    | 1 500        | 36,06        |
|           | Guillaume Le Fèvre | PCF       | 566          | 13,60        |
|           |                    |           |              |              |
| Inscrits  | Inscrits           | Inscrits  | 5 365        | 100,00       |
| Votants   | Votants            | Votants   | 4 238        | 78,99        |
| Exprimés  | Exprimés           | Exprimés  | 4 159        | 98,14        |

*sortant

### Canton d'Huelgoat
Alphonse Penven (PCF) élu depuis 1945 ne se représente pas.
| Candidats | Candidats           | Étiquette | Premier tour | Premier tour | Second tour | Second tour |
| Candidats | Candidats           | Étiquette | Voix         | %            | Voix        | %           |
| --------- | ------------------- | --------- | ------------ | ------------ | ----------- | ----------- |
|           | Daniel Créoff       | Rénov.PCF | 1 865        | 40,97        | 3 002       | 72,48       |
|           | Marc Cozilis        | PCF (*)   | 1 278        | 28,07        |             |             |
|           | Guillaume Le Borgne | CNIP-DVD  | 942          | 20,69        | 1 140       | 27,52       |
|           | Céorentin Herry     | PS        | 370          | 8,12         |             |             |
|           | Marie-Hélène Melou  | UDB       | 97           | 2,13         |             |             |
|           |                     |           |              |              |             |             |
| Inscrits  | Inscrits            | Inscrits  | 5 697        | 100,00       | 5 694       | 100,00      |
| Votants   | Votants             | Votants   | 4 593        | 80,62        | 4 421       | 77,64       |
| Exprimés  | Exprimés            | Exprimés  | 4 552        | 99,11        | 4 142       | 93,69       |

### Canton de Landerneau
| Candidats | Candidats             | Étiquette            | Premier tour | Premier tour | Second tour | Second tour |
| Candidats | Candidats             | Étiquette            | Voix         | %            | Voix        | %           |
| --------- | --------------------- | -------------------- | ------------ | ------------ | ----------- | ----------- |
|           | Théophile Le Borgne * | CNIP-DVD (ex UDF-PR) | 4 568        | 40,67        | 6 794       | 61,77       |
|           | Jean-Pierre Thomin    | PS                   | 3 337        | 29,71        | 4 204       | 38,23       |
|           | Ferdinand Grall       | CNIP-DVD             | 2 833        | 25,22        |             |             |
|           | Gilles Meurice        | PCF                  | 495          | 4,40         |             |             |
|           |                       |                      |              |              |             |             |
| Inscrits  | Inscrits              | Inscrits             | 15 591       | 100,00       | 15 587      | 100,00      |
| Votants   | Votants               | Votants              | 11 375       | 72,96        | 11 180      | 71,73       |
| Exprimés  | Exprimés              | Exprimés             | 11 233       | 97,79        | 10 998      | 98,37       |

*sortant

### Canton de Landivisiau
| Candidats | Candidats         | Étiquette | Premier tour | Premier tour | Second tour | Second tour |
| Candidats | Candidats         | Étiquette | Voix         | %            | Voix        | %           |
| --------- | ----------------- | --------- | ------------ | ------------ | ----------- | ----------- |
|           | Charles Miossec   | RPR       | 3 225        | 41,41        | 4 755       | 67,45       |
|           | Yves Cabioch *    | UDF-CDS   | 2 794        | 35,88        |             |             |
|           | Jean-Claude Séité | PS        | 1 614        | 20,72        | 2 294       | 32,54       |
|           | Claude Couanne    | PCF       | 154          | 1,94         |             |             |
|           |                   |           |              |              |             |             |
| Inscrits  | Inscrits          | Inscrits  | 10 192       | 100,00       | 10 192      | 100,00      |
| Votants   | Votants           | Votants   | 7 905        | 77,56        | 7 450       | 73,10       |
| Exprimés  | Exprimés          | Exprimés  | 7 787        | 98,51        | 7 049       | 94,62       |

*sortant

### Canton de Lesneven
Étienne Airiau (DVD ex UDF-PR) élu depuis 1964 ne se représente pas
| Candidats | Candidats         | Étiquette | Premier tour | Premier tour | Second tour | Second tour |
| Candidats | Candidats         | Étiquette | Voix         | %            | Voix        | %           |
| --------- | ----------------- | --------- | ------------ | ------------ | ----------- | ----------- |
|           | Roger Calvez      | CNIP-DVD  | 4 116        | 36,38        | 7 630       | 100,00      |
|           | Jean Bourges      | RPR       | 2 705        | 23,91        |             |             |
|           | Yves Le Hir       | UDF-CDS   | 1 591        | 14,06        |             |             |
|           | Monique Hernot    | PS        | 1 158        | 10,23        |             |             |
|           | Denis Uguen       | CNIP-DVD  | 851          | 7,52         |             |             |
|           | Jean Jestin       | UDB       | 728          | 6,43         |             |             |
|           | Ambroise Calvarin | PCF       | 164          | 1,44         |             |             |
|           |                   |           |              |              |             |             |
| Inscrits  | Inscrits          | Inscrits  | 15 727       | 100,00       | 15 727      | 100,00      |
| Votants   | Votants           | Votants   | 11 426       | 72,65        | 8 717       | 55,43       |
| Exprimés  | Exprimés          | Exprimés  | 11 313       | 99,01        | 7 630       | 87,53       |

### Canton de Morlaix
| Candidats | Candidats             | Étiquette | Premier tour | Premier tour | Second tour | Second tour |
| Candidats | Candidats             | Étiquette | Voix         | %            | Voix        | %           |
| --------- | --------------------- | --------- | ------------ | ------------ | ----------- | ----------- |
|           | Jean-Jacques Cléach * | PS        | 4 957        | 41,58        | 7 553       | 58,82       |
|           | Michel Duplant        | RPR       | 4 422        | 37,09        | 5 288       | 41,18       |
|           | Alain David           | PCF       | 1 723        | 14,45        |             |             |
|           | Ghislaine Marguerite  | PSU       | 819          | 6,87         |             |             |
|           |                       |           |              |              |             |             |
| Inscrits  | Inscrits              | Inscrits  | 18 939       | 100,00       | 18 939      | 100,00      |
| Votants   | Votants               | Votants   | 12 220       | 64,52        | 13 140      | 69,38       |
| Exprimés  | Exprimés              | Exprimés  | 11 921       | 97,55        | 12 841      | 97,73       |

*sortant

### Canton d'Ouessant
André Colin (UDF-CDS) élu depuis 1951, président du Conseil Général depuis 1964, est mort en 1978. 
Jean-Yves Cozan (UDF-CDS) est élu lors de la partielle qui suit.
| Candidats | Candidats         | Étiquette | Premier tour | Premier tour |
| Candidats | Candidats         | Étiquette | Voix         | %            |
| --------- | ----------------- | --------- | ------------ | ------------ |
|           | Jean-Yves Cozan * | UDF-CDS   | 615          | 71,84        |
|           | Anne-Louise Colin | PS        | 120          | 14,01        |
|           | François Noret    | PCF       | 79           | 9,22         |
|           | René L'Hostis     | UDB       | 42           | 4,90         |
|           |                   |           |              |              |
| Inscrits  | Inscrits          | Inscrits  | 1 128        | 100,00       |
| Votants   | Votants           | Votants   | 866          | 76,77        |
| Exprimés  | Exprimés          | Exprimés  | 856          | 98,85        |

*sortant

### Canton de Plogastel-Saint-Germain
Armand Pavec (UDF-CDS) élu depuis 1964 ne se représente pas.
| Candidats | Candidats        | Étiquette | Premier tour | Premier tour |
| Candidats | Candidats        | Étiquette | Voix         | %            |
| --------- | ---------------- | --------- | ------------ | ------------ |
|           | Ambroise Guellec | UDF-CDS   | 5 750        | 55,22        |
|           | Maxime Hatton    | PS        | 3 453        | 33,45        |
|           | André Bernard    | PCF       | 700          | 6,78         |
|           | Janine Ansquer   | UDB - PSU | 468          | 4,53         |
|           |                  |           |              |              |
| Inscrits  | Inscrits         | Inscrits  | 13 770       | 100,00       |
| Votants   | Votants          | Votants   | 10 561       | 76,70        |
| Exprimés  | Exprimés         | Exprimés  | 10 371       | 97,73        |

### Canton de Ploudiry
| Candidats | Candidats         | Étiquette             | Premier tour | Premier tour |
| Candidats | Candidats         | Étiquette             | Voix         | %            |
| --------- | ----------------- | --------------------- | ------------ | ------------ |
|           | Pierre Abéguilé * | CNIP-DVD (ex UDF-CDS) | 1 355        | 59,58        |
|           | François Marc     | PS                    | 844          | 37,12        |
|           | Denise Caron      | PCF                   | 75           | 3,30         |
|           |                   |                       |              |              |
| Inscrits  | Inscrits          | Inscrits              | 2 795        | 100,00       |
| Votants   | Votants           | Votants               | 2 325        | 83,18        |
| Exprimés  | Exprimés          | Exprimés              | 2 274        | 97,81        |

*sortant

### Canton de Plouigneau
René Le Nagard (PCF) élu depuis 1976 ne se représente pas.
| Candidats | Candidats       | Étiquette | Premier tour | Premier tour | Second tour | Second tour |
| Candidats | Candidats       | Étiquette | Voix         | %            | Voix        | %           |
| --------- | --------------- | --------- | ------------ | ------------ | ----------- | ----------- |
|           | Joseph Urien    | CNIP-DVD  | 2 884        | 48,28        | 3 164       | 49,40       |
|           | Robert Moreau   | PS        | 1 610        | 26,95        | 3 240       | 50,60       |
|           | Robert Cleuziou | PCF (*)   | 1 479        | 24,76        |             |             |
|           |                 |           |              |              |             |             |
| Inscrits  | Inscrits        | Inscrits  | 7 413        | 100,00       | 7 413       | 100,00      |
| Votants   | Votants         | Votants   | 6 073        | 81,92        | 6 489       | 87,54       |
| Exprimés  | Exprimés        | Exprimés  | 5 973        | 98,35        | 6 404       | 98,69       |

### Canton de Pont-Aven
Louis Orvoën (UDF-CDS) élu depuis 1958, est le président du conseil général depuis 1978.
| Candidats | Candidats        | Étiquette | Premier tour | Premier tour | Second tour | Second tour |
| Candidats | Candidats        | Étiquette | Voix         | %            | Voix        | %           |
| --------- | ---------------- | --------- | ------------ | ------------ | ----------- | ----------- |
|           | Louis Orvoën *   | UDF-CDS   | 3 705        | 42,11        | 4 970       | 53,21       |
|           | Jean Le Meur     | PS        | 2 926        | 33,36        | 4 371       | 46,79       |
|           | Jacques Le Bihan | CNIP-DVD  | 1 384        | 15,70        |             |             |
|           | René Le Doze     | PCF       | 783          | 8,90         |             |             |
|           |                  |           |              |              |             |             |
| Inscrits  | Inscrits         | Inscrits  | 13 492       | 100,00       | 13 490      | 100,00      |
| Votants   | Votants          | Votants   | 8 985        | 66,60        | 9 528       | 70,63       |
| Exprimés  | Exprimés         | Exprimés  | 8 798        | 97,92        | 9 341       | 98,04       |

*sortant

### Nouveau canton de Pont-l'Abbé
Nouveau canton, regroupe Combrit, Plomeur, Pont-l'Abbé, Saint-Jean-Trolimon, Tréguennec, Tréméoc et l'Île-Tudy. Le reste de l'ancien canton forme le Canton de Guilvinec.
| Candidats | Candidats          | Étiquette    | Premier tour | Premier tour | Second tour | Second tour |
| Candidats | Candidats          | Étiquette    | Voix         | %            | Voix        | %           |
| --------- | ------------------ | ------------ | ------------ | ------------ | ----------- | ----------- |
|           | Henry Bénard       | DVD (Ex CDS) | 3 820        | 45,15        | 4 317       | 49,25       |
|           | Jean Richard       | PS           | 2 346        | 27,73        | 4 448       | 50,74       |
|           | Théodore Lautredou | UDF-PSD      | 1 125        | 13,29        |             |             |
|           | Alain Le Disloquer | PSU          | 607          | 7,17         |             |             |
|           | Roger Marzin       | PCF          | 561          | 6,63         |             |             |
|           |                    |              |              |              |             |             |
| Inscrits  | Inscrits           | Inscrits     | 11 273       | 100,00       | 11 270      | 100,00      |
| Votants   | Votants            | Votants      | 8 655        | 76,78        | 8 965       | 79,55       |
| Exprimés  | Exprimés           | Exprimés     | 8 459        | 97,74        | 8 765       | 97,77       |

*sortant

### Canton de Quimper-I
| Candidats | Candidats     | Étiquette | Premier tour | Premier tour |
| Candidats | Candidats     | Étiquette | Voix         | %            |
| --------- | ------------- | --------- | ------------ | ------------ |
|           | Marc Bécam *  | RPR       | 7 714        | 51,01        |
|           | Paul Magnan   | PS        | 5 539        | 36,62        |
|           | Piero Rainero | PCF       | 1 254        | 8,29         |
|           | Jean Guillou  | UDB       | 615          | 4,06         |
|           |               |           |              |              |
| Inscrits  | Inscrits      | Inscrits  | 21 270       | 100,00       |
| Votants   | Votants       | Votants   | 15 443       | 72,61        |
| Exprimés  | Exprimés      | Exprimés  | 15 122       | 97,92        |

*sortant

### Canton de Quimper-II
| Candidats | Candidats          | Étiquette | Premier tour | Premier tour | Second tour | Second tour |
| Candidats | Candidats          | Étiquette | Voix         | %            | Voix        | %           |
| --------- | ------------------ | --------- | ------------ | ------------ | ----------- | ----------- |
|           | André Paubert      | UDF-CDS   | 7 365        | 47,57        | 8 069       | 49,37       |
|           | Joseph Youinou *   | PS        | 5 790        | 37,40        | 8 277       | 50,63       |
|           | René Madec         | PCF       | 1 419        | 9,16         |             |             |
|           | Jean-Claude Morvan | PSU       | 601          | 3,88         |             |             |
|           | Alain Uguen        | Écolo     | 306          | 1,97         |             |             |
|           |                    |           |              |              |             |             |
| Inscrits  | Inscrits           | Inscrits  | 22 486       | 100,00       | 22 486      | 100,00      |
| Votants   | Votants            | Votants   | 15 725       | 69,93        | 16 366      | 72,78       |
| Exprimés  | Exprimés           | Exprimés  | 15 481       | 98,45        | 16 346      | 99,88       |

*sortant

### Canton de Quimperlé
| Candidats | Candidats           | Étiquette | Premier tour | Premier tour |
| Candidats | Candidats           | Étiquette | Voix         | %            |
| --------- | ------------------- | --------- | ------------ | ------------ |
|           | Louis Le Pensec *   | PS        | 5 216        | 53,18        |
|           | Christian Chartrain | UDF       | 3 750        | 38,23        |
|           | Philippe Allouard   | PCF       | 842          | 8,58         |
|           |                     |           |              |              |
| Inscrits  | Inscrits            | Inscrits  | 13 713       | 100,00       |
| Votants   | Votants             | Votants   | 9 952        | 72,57        |
| Exprimés  | Exprimés            | Exprimés  | 9 808        | 98,55        |

*sortant

### Canton de Saint-Renan
| Candidats | Candidats         | Étiquette       | Premier tour | Premier tour |
| Candidats | Candidats         | Étiquette       | Voix         | %            |
| --------- | ----------------- | --------------- | ------------ | ------------ |
|           | André Cheminant * | RPR (ex UDF-PR) | 7 978        | 73,07        |
|           | Jacques Garreau   | PS              | 2 189        | 20,05        |
|           | Jean-Paul Laurent | PCF             | 278          | 2,54         |
|           |                   |                 |              |              |
| Inscrits  | Inscrits          | Inscrits        | 15 674       | 100,00       |
| Votants   | Votants           | Votants         | 11 078       | 70,68        |
| Exprimés  | Exprimés          | Exprimés        | 10 445       | 98,55        |

*sortant

### Canton de Scaër
| Candidats | Candidats            | Étiquette | Premier tour | Premier tour | Second tour | Second tour |
| Candidats | Candidats            | Étiquette | Voix         | %            | Voix        | %           |
| --------- | -------------------- | --------- | ------------ | ------------ | ----------- | ----------- |
|           | Pierre Fiche *       | UDF-CDS   | 2 653        | 45,36        | 3 076       | 49,52       |
|           | Louis Nicolas        | PS        | 1 738        | 29,72        | 3 155       | 50,47       |
|           | Christophe Poulichet | PCF       | 1 174        | 20,00        |             |             |
|           | Guy Flégéo           | Indé.Bzh  | 263          | 4,50         |             |             |
|           |                      |           |              |              |             |             |
| Inscrits  | Inscrits             | Inscrits  | 7 306        | 100,00       | 7 305       | 100,00      |
| Votants   | Votants              | Votants   | 5 928        | 81,14        | 6 296       | 86,19       |
| Exprimés  | Exprimés             | Exprimés  | 5 828        | 98,65        | 6 231       | 98,65       |

*sortant

### Canton de Sizun
François Manac'h (PS) élu depuis 1946 démissionne en 1981. 
François Pouliquen (PS) est élu lors de la partielle qui suit.
| Candidats | Candidats            | Étiquette   | Premier tour | Premier tour |
| Candidats | Candidats            | Étiquette   | Voix         | %            |
| --------- | -------------------- | ----------- | ------------ | ------------ |
|           | François Pouliquen * | PS          | 1 377        | 53,68        |
|           | Jean-Pierre Breton   | App.UDF-CDS | 1 088        | 42,41        |
|           | Marie Le Manchec     | PCF         | 60           | 2,33         |
|           | Jeannine Rosec       | UDB         | 41           | 1,59         |
|           |                      |             |              |              |
| Inscrits  | Inscrits             | Inscrits    | 3 253        | 100,00       |
| Votants   | Votants              | Votants     | 2 606        | 80,11        |
| Exprimés  | Exprimés             | Exprimés    | 2 566        | 98,43        |

*sortant

### Canton de Taulé
| Candidats | Candidats         | Étiquette | Premier tour | Premier tour |
| Candidats | Candidats         | Étiquette | Voix         | %            |
| --------- | ----------------- | --------- | ------------ | ------------ |
|           | Claude Bernard    | UDF-CDS   | 2 794        | 50,79        |
|           | Jean-Yves Corre * | PS        | 2 523        | 45,86        |
|           | Lucien Le Leuch   | PCF       | 184          | 3,34         |
|           |                   |           |              |              |
| Inscrits  | Inscrits          | Inscrits  | 7 282        | 100,00       |
| Votants   | Votants           | Votants   | 5 607        | 77,00        |
| Exprimés  | Exprimés          | Exprimés  | 5 501        | 98,11        |